# Трикуспидна регургитација
Трикуспидна регургитација поремећај је у раду трикуспидалне валвуле или тролисног залистка (лат. valvula tricuspidalis), који регулише проток крви између десне преткоморе и десне коморе срца.
Она може бити резултат структурних промена било које или свих компоненти апарата трикуспидне валвуле. Лезија се може класификовати као примарна када је узрокована интринзичном абнормалношћу функцијом залистка као вентила или секундарна када је узрокована дилатацијом десне срчане коморе или другим стањима (нпр дисфункција леве срчане коморе).
Уобичајене притужбе пацијената са дисфункцијом десне срчане коморе укључују: диспнеју при напору, ортопнеју, пароксизмалну ноћну диспнеју, асцитес, периферни едем.
Доплер ехокардиографија протока у боји је основа за процену трикуспидалне регургитације. 
У зависности од етиологије и тежине трикуспидалне регургитације, лечење може укључивати лекове или хируршку поправку или замену трикуспидалног залистка или вентила. 

## Релевантна анатомија
Трикуспидална валвула или тролисни залистак (лат. valvula tricuspidalis), регулише проток крви између десне преткоморе и десне коморе. Анатомија комплекс десне атриовентрикуларне валвуле обухвата следеће:
- Три листића или клапни залистка или вентила (иако је описано само два и чак шест листића): предњег (А) задњег (P) и септалног (S), Септални залистак је најмањи, и повезан је са кратким хордама уз преградни зид, и одговарајући папиларни мишић. Предњи и задњи залисци су већи.
- Анулус
- Потпорне хорде тендинеае
- Папиларни мишић, чији број одговара броју залистака (предњи, септални и задњи папиларни мишић)

Координисано деловање трикуспидалног залистка омогућавају атријалне и вентрикуларне масе, ткиво проводног система и потпорна структура фиброеластичног срчаног скелета.
Трикуспидални залистак се често назива "заборављени залистак" или "изгубљени залистак", јер је недовољно проучен у односу на друге срчане залистке; чије варијације у анатомским структурама су пријављене у литератури. За трикуспидални залистак се обично наводи да има само 2 до чак 6 листића, а наводи се и да има од 2 до 9 папиларних мишића.
Трикуспидални залистак се налази између десне преткоморе и десне коморе и има површину вентила од 4-6 цм². Залистак је скоро окомит и налази се приближно 45° у односу на сагиталну раван. Сам залистак је благо нагнут према вертикали тако да су ивице залистка антеросупериорне, инфериорне и септалне, а квржице су добиле име по овим местима везивања.
Антеросупериорна (предња или инфундибуларна) квржица је највећа квржица од 3 и налази се између артериозуса цонуса и атриовентрикуларног отвора. Задња (маргинална) квржица је следећа по величини квржица и добила је име по свом релативном задњем положају и повезана је са задњим аспектом десне коморе. Трећа и најмања квржица, септална (медијална) квржица, причвршћена је за десни и леви фиброзни тригон и атријалну и вентрикуларну септу. Ови фиброзни спојеви чине септални квржица релативно непокретним; стога се већина трикуспидалног прстенастог спуштања одвија дуж ивица предње и задње квржице. Током дијастоле, главне квржице (предња и задња) се крећу као једра и састају се да би се спојиле са мањим септалним листићем. Дакле, функционално, трикуспидни залистак делује више као бикуспидни залистак.
Трикуспидални субвалвуларни апарат се састоји од предњих, задњих и септалних папиларних мишића и њихових правих тетивних хорда. Лажне хорде могу повезати 2 папиларна мишића, повезати папиларни мишић са зидом коморе или повезати тачке на зидовима комора. Праве хорде обично потичу из апикалне трећине папиларног мишића, али могу потицати и од зидова комора, као што је случај са септалним листићем.
Предњи папиларни мишић је највећи, задњи је често бифидни или трифидни, а септални је најмањи. Ови папиларни мишићи снабдевају хорде за суседне компоненте квржица које их подржавају. Предњи папиларни мишић обезбеђује хорде само за предњи или предњи и септални листич; задњи папиларни мишић обезбеђује хорде за задње и септалне листове; а септални папилар обезбеђује хорде септалним и предњим листићима. [ 5 ] Карактеристично је да септални листић подржавају и хорде које настају из вентрикуларног септума.
Функционално, папиларни мишићи се контрахују непосредно пре почетка систоле десне коморе како би се повећала напетост у хордае тендинае и максимизирала коаптација 3 квржице, чиме се смањује регургитација преко трикуспидалног залистка.

## Епидемиологија
Морбидитет/морталитет
Инциденција трикуспидалне регургитације у Сједињеним Државама је 0,9%. На међународном нивоу, инциденција трикуспидалне регургитације  је мања од 1%.  Морбидитет и морталитет повезани са трикуспидалном регургитацијом варирају у зависности од основног узрока. Код реуматских болести, стопе морталитета уз лечење су мање од 3%. Код Ебстеин аномалије, морталитет зависи од тежине валвуларног деформитета и изводљивости корекције. Трикуспидна регургитација која је резултат дисфункције или дилатације миокарда има смртност до 50% након 5 година.
Стопе морталитета са корекцијом су око 10%. Замена трикуспидалне валвуле код тешке трикуспидне регургитације може ову аномалију свести на прихватљив  оперативни  морталитет  ако се пацијенти подвргну операцији пре појаве симптома узнапредовале срчане инсуфицијенције.
Раса и пол
Расне или сексуалне разлике у учесталости нису очигледне.
Старост
Старост при презентацији варира у зависности од етиологије трикуспидалне регургитације. Ебштајнова аномалија се може открити при рођењу и током раног детињства. Код пацијената старијих од 15 година, најчешћи облик трикуспидалне регургитације је реуматска болест залистака. У одраслој популацији, други предиспонирајући фактори имају предност; то укључује карциноид, бактеријски ендокардитис и срчану инсуфицијенцију.

## Етиологија
Чисту трикуспидну регургитација могу узроковати најмање десет стања, као што су: ;1. Реуматска болест срца
Трикуспидна регургитација која је последица реуматске болести срца обично је повезана са патологијом митралног и аортног залистка. Залистак развија дифузно фиброзно задебљање без комисуралне фузије, спојених хорда или  наслага калцијума. Повремено, хорде могу бити благо задебљане фиброзним ткивом. Реуматска болест је најчешћи узрок чисте трикуспидне регургитације услед деформације листића.
2. Ендокардитис
Ендокардитис је важан узрок трикуспидалне регургитације. Фактори који могу допринети инфекцији вентила укључују алкохолизам, интравенску употребу дрога, неоплазме, инфициране сталне катетере, опсежне опекотине и имуни недостатак. Клиничка слика је често пнеумонија од септичке плућне емболије, а не ЦХФ. Шумови у срцу су често одсутни, а хемокултуре могу бити негативне. Прстенасти апсцеси нису неуобичајени.
3.Ебштајнова аномалија
Ебштајнова аномалија је урођена малформација трикуспидалног залистка коју карактерише апикално померање прстенастог уметања септалних и задњих листића и атријализација дела вентрикуларног миокарда. Прогноза за ове пацијенте зависи од степена апикалног померања трикуспидалног анулуса и тежине регургитације.
4. Пролапс трикуспидалног вентила
Инциденца пролапса трикуспидалног залиска варира од 0,3-3,2%. Изгледа да је лезија повезана са пролапсом митралног залистка; ретко се јавља на изолован начин. Хистолошки преглед  трикуспидног залиска показује промене на спонгиози залистка.
5. Карциноид
Чиста трикуспидна регургитација се може јавити као део карциноидног срчаног синдрома. На вентрикуларном делу трикуспидалног вентила и ендокарда формирају се влакнасти бели плакови, што доводи до тога да се залистак прилепи на зид РВ. Правилно спајање листића се не дешава током систоле, што доводи до трикуспидалне регургитације.
6. Дисфункција папиларних мишића
Дисфункција папиларних мишића може бити последица некрозе која је последица инфаркта миокарда, фиброзе или инфилтративних процеса. Иако је секундарна дисфункција инфаркта миокарда ређа него што се јавља код митралног залистка, основни узрок мора да се утврди да би се планирало лечење.
7. Траума
Траума десне коморе може оштетити структуре трикуспидалног залистка, што доводи до инсуфицијенције структуре. Убодне ране и пројектили су најчешћи извори трауме у овим случајевима.
8. Болести везивног ткива
Марфанов синдром или друге болести везивног ткива (нпр остеогенезис имперфецкта, Ехлерс-Данлосов синдром) могу изазвати трикуспидалну регургитацију. Типично је присутна и дисфункција других срчаних залистака. Трикуспидална регургитација се може приписати пролапсу трикуспидне валвуле и благо проширеном прстену трикуспидалног залистка.
9. Лекови
Лекови који делују преко серотонинергичких путева могу изазвати лезије залистака сличне онима које се примећују код карциноида. Лекови који се користе за лечење мигрене (нпр метисергид), Паркинсонове болести (нпр перголид) и гојазности (нпр фенфлурамин) су повезани са трикуспидалном регургитацијом.
10. Дилатација десне коморе
Код особа са анатомски нормалним трикуспидним залистком, уобичајена етиологија трикуспидалне регургитације је дилатација  шупљине десне коморе срца. Структуре вентила су нормалне; међутим, због проширења шупљине и дилатације анулуса, листићи се не могу правилно спојити. Следећи поремећаји могу изазвати дилатацију десне коморе:
- Митрална стеноза
- Плућна стеноза
- Плућна регургитација
- Плућна хипертензија
- Дилатирана кардиомиопатија
- Инсуфицијенција десне коморе

## Патофизиологија
Патофизиологија трикуспидалне регургитације фокусира се на структурну неспособност залистка. Неспособност може бити резултат примарних структурних абнормалности листића и хорда или, чешће, секундарна дисфункција и дилатација миокарда.
Инсуфицијенција трикуспидалног вентила због абнормалности летака може бити секундарна због ендокардитиса или реуматске болести срца. Када је због овог другог, обично се јавља у комбинацији са трикуспидалном стенозом . Ебштајнова аномалија је најчешћи урођени облик трикуспидалне регургитације.
Инспирација повећава тежину трикуспидалне регургитације. Инспирација индукује проширење РВ, што повећава прстен трикуспидалног залистка и на тај начин повећава ефективну област регургитантног отвора.
Хронично, трикуспидална регургитација доводи до преоптерећења запремине РВ, што доводи до десностране конгестивне срчане инсуфицијенције (ЦХФ). Ово се манифестује као конгестија јетре, периферни едем и асцитес.

## Клиничка слика
Пацијенти са трикуспидалном регургитацијом имају знакове и симптоме срчане инсуфицијенције на десној страни срца. Спектар присутних симптома зависи од тога да ли је стање секундарно због дилатације десне коморе  или због других стања (нпр  дисфункција леве коморе).
Уобичајене притужбе код пацијената са дисфункцијом десне коморе укључују следеће:
- Диспнеја при напору
- Ортопнеја
- Пароксизмална ноћна диспнеја
- Асцитес
- Периферни едем

Такође се може приметити нетолеранција на вежбање. Ретко, пацијенти пријављују ангину, која може бити последица преоптерећења и напрезања десне коморе, чак и у одсуству коронарне артеријске болести.
Ови пацијенти, посебно они који имају фебрилне епизоде, морају бити испитани у вези са факторима ризика за инфективни ендокардитис , који је чест узрок болести трикуспидних залистака. 
Фактори ризика укључују интравенску употребу дрога, алкохолизам и историју реуматске грознице.

## Дијагноза
Колор доплер ехокардиографија протока је основа за процену трикуспидалне регургитације., која се допуњује следећим дијагностичким методама:
Радиографија грудног коша
Налази на радиографији грудног коша код пацијената са трикуспидалном регургитацијом укључују следеће:
- Изражена кардиомегалија
- Докази о повишеном притиску у десној преткомори могу укључивати проширење азигозне вене и плеуралне изливе
- Може бити присутан асцитес са повишењем дијафрагме
- Плућна артеријска и венска хипертензија је честа.[18]

Хемија серума
Налази хемије серума код пацијената са трикуспидалном регургитацијом могу укључивати абнормалну функцију јетре и хипербилирубинемију која је последица конгестије јетре.
Eлектрокардиографија (ЕКГ)
ЕКГ налази су обично неспецифични. Типичне абнормалности су непотпуни блок десне гране снопа, К таласи у електроди В1 и атријална фибрилација.
Катетеризација срца
Приликом катетеризације срца, притисак у десној преткомори и крајњи дијастолни притисак десне коморе су повишени. Пораст или никаква промена притиска у десној преткомори при дубокој инспирацији је карактеристичн знак за трикуспидалну регургитацију. Употреба ангиографије у овом окружењу је контроверзна.
Ехокардиографија
Колор доплер ехокардиографија протока је основа за процену трикуспидалне регургитације. Доплер технике се користе за директну визуализацију регургитантног млаза, мерење брзина протока регургитантног млаза и прецизну процену систолног притиска десне коморе. 
Код тривијалне до благе трикуспидалне регургитације, млаз је централни и узак. Код умерене до тешке плућне регургитације ширина млаза се повећава, као и продирање млаза у десну преткомору.
Ехокардиографски критеријуми Европског кардиолошког друштва (ЕСЦ)/Европског удружења за кардио-торакалну хирургију (ЕАЦТС) за тешку трикуспидалну регургитацију укључују следеће:8  
- Абнормални/млативи/велики дефект коаптације
- Веома велики централни млаз у боји или ексцентрични млаз који удара у зид
- Густи/троугласти сигнал континуираног таласа регургитантног млаза са ехокардиографијом раног врхунца је такође изузетно користан у одређивању да ли је инкомпетентност залиска последица примарних структурних абнормалности листова и хорда или секундарне дисфункције и дилатације миокарда.

Други могући налази на ехокардиографији укључују следеће:
- Пролапс трикуспидног залистка, ендокардитис, реуматска болест срца или Ебстеинова аномалија могу бити евидентни
- Десна комора је проширена
- Уочено је парадоксално кретање вентрикуларног септума и слично је оном код дефекта атријалне преграде

Користећи пулсни талас и доплер континуирани таласа, систолни притисак десне коморе и плућне артерије могу се проценити (кприменом доплер континуираног таласа) мерењем вршне брзине регургитантног протока кроз трикуспидални залистак, претварајући га у градијент притиска (користећи модификовану Бернулијеву једначину), а затим додајући градијент процени притиска у десној преткомори.

## Диференцијална дијагноза

#### Дијагнозе у разматрању
Други проблеми које треба узети у обзир у диференцијалној дијагнози трикуспидалне регургитације укључују следеће:
- Асцитес
- Кардиогени шок
- цироза
- плућно
- Марфанов синдром
- Урођене грешке у формирању колагена

### Диференцијалне дијагнозе
- Атријална фибрилација
- Болест жучи
- Цироза срца и конгестивна хепатопатија
- Плућно
- Дилатирана кардиомиопатија
- Ебстеинова аномалија
- Ајзенменгеров синдром
- Отказивање срца
- Карциноидни тумор црева
- Митрална регургитација

## Прогноза
Пошто се изоловани облик трикуспидне регургитације развија у малом броју пацијената, нема поузданих података о прогнози. Трикуспидна регургитација се обично добро толерише и најчешће не захтева посбан третман.

## Терапија
Хируршко лечење се примењује код пацијената са умереним или тешким обликом трикуспидне регургитације и лезија веалвуле (нпр митрална стеноза), која доводи до развоја плућне хипертензије и високог крвног притиска десне коморе, односно код пацијената са тешком митралном регургитацијом праћеном клиничких симптома и преткоморским притиском < 60 ммХг. Код ових болесника хируршка интервенција може спречити смрт због недовољне функције срца. 